# Badmintonschiedsrichter

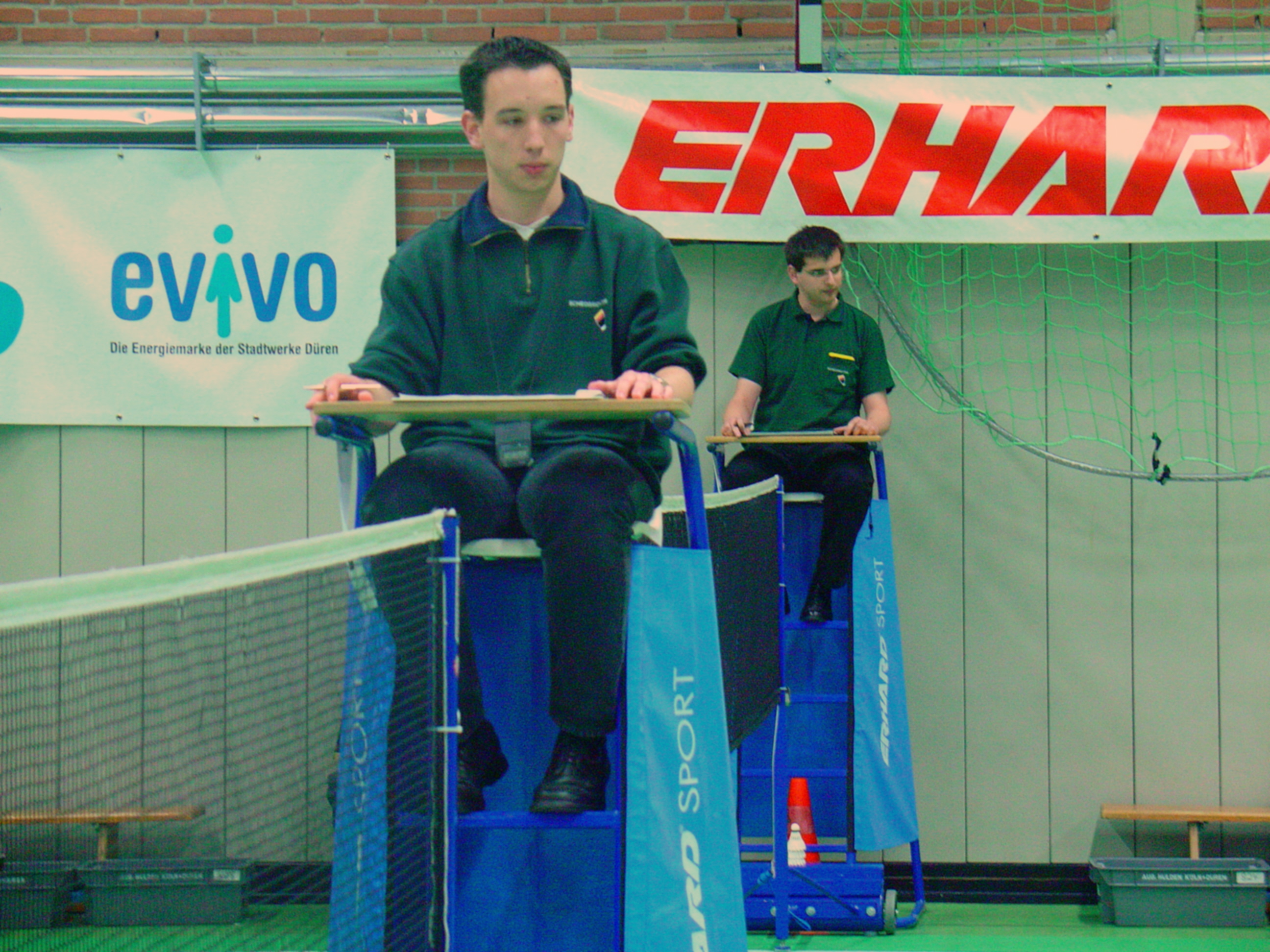
Badminton-Schiedsrichter im Einsatz

Schiedsrichter werden im Badminton vornehmlich in den Ligaspielen der höheren Spielklassen, bei Turnieren und bei Länderspielen eingesetzt. Sie zählen ebenso wie Referee und Linienrichter zu den Technischen Offiziellen. Die unteren Spielklassen spielen ohne Schiedsrichter. Unterschieden wird zwischen dem Schiedsrichter, der das Spiel leitet, und dem Aufschlagrichter, dessen Zuständigkeit sich vor allem auf die Beurteilung des ordnungsgemäßen Aufschlags erstreckt.

## Allgemeines
Wie auch aus dem Tennis bekannt, befindet sich der Schiedsrichter während des Spieles seitlich, mittig neben dem Spielfeld. Dort soll neben dem Netz ein Schiedsrichterstuhl postiert sein, dessen Sitzfläche sich in Höhe der oberen Netzkante befindet. Von hier erfolgt die Leitung des Spieles. Dem Schiedsrichter gegenüber sitzt der Aufschlagrichter auf einem normalen Stuhl, so dass er die Aufschläge der Spieler aus Augenhöhe beobachten und beurteilen kann.

## Ausbildung und Lizenzstufen
Die Ausbildung der Schiedsrichter erfolgt in allen Lizenzstufen in Form von Lehrgängen und wird durch schriftliche, mündliche und praktische Prüfungen abgeschlossen.
Durch die Landesverbände werden in der ersten Lizenzstufe geprüfte Schiedsrichter ausgebildet. Diese werden vornehmlich bei Turnieren auf der jeweiligen Landesebene und in der Regionalliga (teilweise sogar in der 2. Bundesliga) eingesetzt.
Eine weitere Lizenzierung zum Schiedsrichter für nationale Aufgaben erfolgt durch den Deutschen Badminton-Verband (DBV). Diese Lizenzstufe ist Voraussetzung für das Leiten von Spielen auf deutschen Seniorenmeisterschaften und bei Meisterschaftsspielen der Bundesliga.
In der nächsten Stufe erfolgt die Ausbildung zum internationalen Schiedsrichter durch den DBV. Schiedsrichter erlangen damit die Befähigung im internationalen Spielbetrieb tätig zu werden.
Weitere Lizenzierungen erfolgen durch Badminton Europe (BE) und Badminton World Federation (BWF), um Schiedsrichter für höchstklassige Turniere wie Europa- und Weltmeisterschaften sowie Olympische Spiele auszubilden.

## Typische Einsatzgebiete
Im Bereich des DBV werden die Meisterschaftsspiele der obersten drei Spielklassen (1. und 2. Bundesliga, Regionalligen) durch Schiedsrichter geleitet.
Auf Turnieren ab der Ebene der Landes-/Gruppenmeisterschaften werden in allen Altersklassen Schiedsrichter eingesetzt.
Des Weiteren erfolgt eine Spielleitung durch Schiedsrichter bei Länderspielen.

## Ausrüstung und Kleidung
Schiedsrichter tragen überwiegend einheitliche Kleidung. Vorgeschrieben sind meistens
- ein schwarzes Polo- oder Sweatshirt
- eine schwarze Hose
- schwarze Socken
- schwarze Schuhe

Die Ausrüstung eines Schiedsrichters umfasst farbige Karten (siehe Sanktionierungsmöglichkeiten), Stoppuhr (Spielunterbrechungen und Pausen), Schreibbrett und Stift (schriftlicher Spielbericht) und eine Münze (Seitenwahl) und ggf. noch einen Zollstock, um die Netzhöhe zu kontrollieren.

## Proteste
Die Schiedsrichter treffen aufgrund ihrer Beobachtungen Tatsachenentscheidungen, gegen die kein Einspruch zulässig ist.
Ein typisches Beispiel für eine solche Tatsachenentscheidung im Badminton ist die Frage, ob ein Spieler bei einem Schlag in unmittelbarer Nähe des Netzes dieses mit dem Schläger berührt hat oder nicht. Viele Spieler bemerken eine solche Berührung selber nicht und zweifeln an der Entscheidung des Schiedsrichters. Ein Protest ist in einem solchen Fall nicht zulässig.
Proteste sind jedoch in Fragen der Regelauslegung möglich. Wenn ein Spieler der Meinung ist, dass der Schiedsrichter die Spielregeln nicht korrekt angewendet hat, kann er die Entscheidung des Referees fordern. Dieser entscheidet dann abschließend.

## Overrulen
Eine besondere Form von Tatsachenentscheidung trifft der Schiedsrichter im Falle des Overrulens. Hierbei korrigiert der Schiedsrichter die Entscheidung eines Linienrichters, wenn er feststellt, dass sich dieser bei seiner Entscheidung zweifelsfrei geirrt hat. Diese Möglichkeit hat der Schiedsrichter erst seit der aktuellen Änderung der Spielregeln im Sommer 2006. Davor war die Entscheidung eines Linienrichters eine Tatsachenentscheidung im Rahmen seiner Zuständigkeit und stand unumstößlich fest. Der Änderung der Spielregeln in diesem Punkt ging eine lange Diskussion und zunächst eine Testphase auf internationalen Turnieren voraus.

## Sanktionierungsmöglichkeiten
Im Badminton kommt durch die Schiedsrichter ein System von farbigen Karten zur Anwendung.
Mit einer gelben Karte werden verschiedene Arten unsportlichen Verhaltens (z. B. eine Spielverzögerung) in Form einer Verwarnung geahndet.
Mit einer roten Karte wird wiederholtes oder grob unsportliches Verhalten geahndet. In solchen Fällen wird eine Fehlerverwarnung ausgesprochen. Hierfür erhält die gegnerische Partei einen Punkt und das Aufschlagrecht für den nächsten Ballwechsel.
Mit einer schwarzen Karte wird eine Disqualifikation ausgesprochen. Eine solche Entscheidung wird nach einer groben Unsportlichkeit mit dem Referee getroffen.